# Ratpenat de Birmània
El ratpenat de Birmània (Myotis montivagus) és una espècie de ratpenat de la família dels vespertiliònids. Viu a la Xina, Laos, Malàisia, Myanmar i el Vietnam. Els seus hàbitats naturals són els boscos i les zones agrícoles altament pertorbades. Està amenaçat per la pertorbació del seu hàbitat.